# نصر عبد الغفور
نصر عبد الغفور (1928- 1 ديسمبر 1981) عضو مجلس الأمة المصري سابقا، مواليد قرية طملاي مركز منوف بمحافظة المنوفية.
تلقى تعليمه الابتدائي في مدرسة منوف الابتدائية ثم انتقل إلى شبين الكوم ليتلقى تعليمه الثانوي. أكمل تعليمه بمعهد المعلمين ليتمكن من الالتحاق بالعمل بمدرسة منوف الأهلية الخاصة المجانية بعد وفاة والده.
استدعاه جمال عبد الناصر ليأمره في لقاء خاص استمر عشرة دقائق بالترشح لعضوية مجلس الأمة عن دائرة منوف سنة 1964 لمواجهة الراحل الدكتور لبيب شقير. وبفوزه في تلك الانتخابات توطدت العلاقة بينه وبين محمد أنور السادات رئيس مجلس الشعب وعضو مجلس قيادة الثورة. لعشقه لمهنة العائلة في الارتقاء بمستوى التعليم اشترى ترخيص مدرسة المعارف الإعدادية الخاصة المجانية الكائنة بمدينة منوف وتولى إدارتها كناظر لها سنة 1975. أنشأ مدرسة المعارف الثانوية الخاصة لتدار بذات المبنى بالفترة المسائية لخدمة أبناء دائرته الانتخابية.

## وفاته
توفي في ديسمبر عام 1981 بعد صراع شديد مع المرض.